# Górnicki Wydawnictwo Medyczne
Górnicki Wydawnictwo Medyczne – polskie wydawnictwo z siedzibą we Wrocławiu. Specjalizuje się w tematyce medycznej. 
Wydawnictwo zostało założone w 1993 przez wrocławskiego lekarza, Mirosława Górnickiego. Firma wydaje książki i podręczniki medyczne, a także czasopisma: "Przegląd Okulistyczny", "Wiadomości Dermatologiczne" oraz "Przegląd Reumatologiczny". 
Książki opublikowane przez wydawnictwo dotyczą szeregu dziedzin medycyny, m.in.: alergologii, anatomii, chorób zakaźnych, dermatologii, kardiologii, okulistyki, ratownictwa medycznego i reumatologii. 
Wśród autorów książek okulistycznych publikowanych przez wydawnictwo są m.in. Jacek J. Kański, Jarosław Kocięcki, Marta Misiuk-Hojło, Andrzej Stankiewicz, Edward Wylęgała.